# Ystad
Ystad (prononciation API : [ˈyːˌstɑːdʰ]) est une petite ville portuaire à l'extrémité sud de la Suède. Elle est située en Scanie, au bord de la mer Baltique, à environ 60 km de Malmö et 80 km de Copenhague (Danemark). La ville compte 18 350 habitants (2010), et la commune dont elle est le chef-lieu environ 27 000.
Ystad fait partie des plus vieilles villes de Scanie, son histoire remontant aux XIIe-XIIIe siècles, à l'époque où la région était danoise. La ville prospéra grâce au commerce du hareng, en particulier avec l'Allemagne et la ligue hanséatique, et eut rapidement une église et un cloître franciscain. Par la suite, malgré le déclin des stocks de harengs et certains conflits affectant la région, la ville conserva sa position dominante sur le commerce entre le Danemark et le continent, principalement grâce à l'export des excédents agricoles et du bœuf. Le passage de la ville, avec toute la région, sous le contrôle de la Suède n'affecta en rien cette position. 
Cependant, au XIXe siècle, la ville ne parvient pas à suivre les développements et l'industrialisation que subissait le pays, et subit donc un déclin relatif, perdant sa position prédominante. De nos jours, Ystad n'est plus qu'une petite ville, mais son patrimoine historique est encore visible dans ses vieilles rues et ses nombreuses maisons à colombages qui font de la ville une attraction touristique de premier ordre en Scanie. Ceci, ainsi qu'une industrie cinématographique naissante, représentent des secteurs croissants de l'économie de la ville, toujours dominée par le commerce et les transports. Ystad a également inspiré l'écrivain Henning Mankell, qui en a fait le décor de sa série policière.

## Géographie

### Localisation
Ystad est située sur la côte sud de la Suède, sur les plaines fertiles de la Scanie. Elle est à environ 60 km de Malmö, troisième plus grande ville de Suède. Ystad s'est initialement construite autour de l'embouchure du petit ruisseau Vassaån dans la mer Baltique.

### Climat
Du fait de sa situation sur la côte, à l'extrême sud de la Suède, Ystad jouit d'un des climats les plus doux du pays. Le climat est de type océanique, appartenant au groupe Dfb selon la classification de Köppen.
| Mois                     | jan. | fév. | mars | avril | mai  | juin | jui. | août | sep. | oct. | nov. | déc. | année |
| ------------------------ | ---- | ---- | ---- | ----- | ---- | ---- | ---- | ---- | ---- | ---- | ---- | ---- | ----- |
| Température moyenne (°C) | −0,4 | −0,5 | 1,4  | 5     | 10,1 | 14,4 | 15,9 | 15,8 | 12,7 | 9,2  | 4,8  | 1,4  | 7,5   |
| Précipitations (mm)      | 49,4 | 33,7 | 40   | 37,7  | 42,5 | 49,7 | 59   | 57,1 | 62,8 | 59,3 | 70,1 | 60,2 | 621,6 |

## Histoire

### Moyen Âge

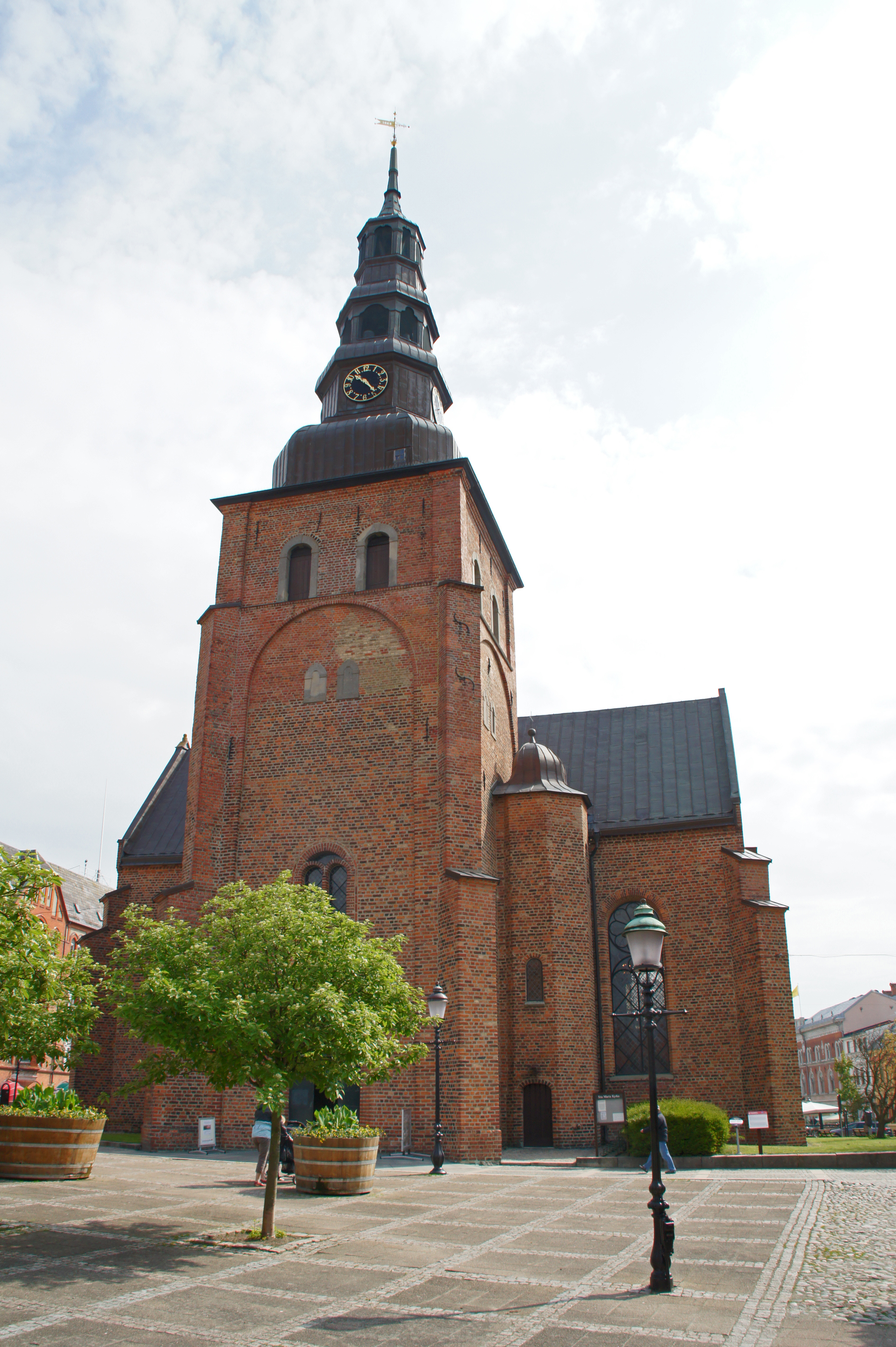
L'église Sainte-Marie.

Au XIIe siècle, les côtes danoises étaient régulièrement attaquées par les pirates wendes, ce qui empêchait tout développement des villes côtières. En mettant fin à cette menace, autour des années 1168, l'évêque de Roskilde et archevêque de Lund Absalon permit aux commerçants danois de s'installer sur les côtes, ce qui fut en particulier le cas à Ystad, où les habitants s'installèrent à l'embouchure de la Vassaån. La ville se développa alors, en particulier grâce à la pêche du hareng. La première mention d'Ystad se trouve dans les Annales de Lund, en 1244.
Le commerce dans la ville s'intensifia en relation avec la Hanse dans la première moitié du XIIIe siècle. Le roi Valdemar II de Danemark, souhaitant augmenter son emprise sur le royaume et contrôler une partie des revenus du commerce du hareng, décida d'établir une ville importante à Ystad. Pour cela, il incita la construction de l'église sainte-Marie au début du XIIIe siècle. En 1267, un cloître franciscain, Gråbrödraklostret, fut fondé dans la ville, et il y avait aussi à l'époque une guilde de Saint-Knud dans la ville. Tout ceci signifiait une importante croissance de la ville. 
Entre 1332, Ystad, comme le reste de la Scanie, passa sous le contrôle suédois, mais la région fut reconquise par le roi Valdemar IV de Danemark en 1360. Au XVe siècle, les stocks de harengs commencèrent à diminuer, mais ceci fut compensé par une croissance de l'agriculture dans les plaines de Scanie, et en particulier des excédents de production de céréales. Ce commerce fut en particulier assuré par des Hollandais et Écossais venus s'installer dans la ville, organisant la vie commerciale. Ce nouveau commerce généra d'importants revenus pour la noblesse, qui construit alors de grandes propriétés à l'extérieur de la ville, telles que le château de Bjärsjöholm. Dans Ystad même fut construite une grande maison du commerce.

### Le temps des conflits (XVIesiècle)

#### Conflits politiques
En 1523, avec l'arrivée de Gustave Ier Vasa sur le trône suédois, l'union de Kalmar qui unissait Danemark, Suède et Norvège est rompue, et la Scanie redevient une province frontalière entre la Suède et le Danemark, ce qui implique que la Scanie se retrouva au centre de plusieurs conflits. Cependant, ce sont d'abord des conflits internes qui déchirèrent la région. En 1523, le roi Frédéric Ier de Danemark arriva au pouvoir après la fuite de Christian II de Danemark, mais certaines villes, telles que Copenhague ou Malmö refusèrent de le reconnaître comme roi. De plus, les finances du Danemark étaient au plus bas, ce qui força le roi à augmenter les taxes, créant ainsi le mécontentement des paysans.
La guerre nordique de Sept Ans, entre 1563 et 1570, affecta particulièrement Ystad. La ville devait bien sûr envoyer des hommes, et du matériel pour soutenir l'effort de guerre, mais elle était aussi un lieu où les soldats attendaient avant d'être redirigés sur les différents fronts. Le duc Charles IX de Suède décida en 1569 d'attaquer les villes de l'est de la Scanie, en particulier Ystad. Ceci mena à la destruction de l'hôtel de ville d'Ystad, ainsi que de toutes les archives qu'il contenait.

#### La réforme protestante
En parallèle avec ces conflits politiques, arriva un grand changement dans la vie religieuse danoise. Dans les années 1520, les idées religieuses de Martin Luther commençaient déjà à se propager au Danemark. Ceci fut particulièrement vrai à Ystad, où les nobles et commerçants étaient mécontents des franciscains de la ville. En 1532, les moines furent violemment chassés du cloître par les habitants, et les ailes nord et ouest du cloître furent détruites, tandis que le reste du bâtiment devint un hôpital et une maison des pauvres. Avec l'arrivée de Christian III de Danemark au pouvoir, le pays devient officiellement protestant en 1536. Les biens de l'église se retrouvèrent alors dans les mains de l'État. L'église Saint Nikolai fut détruite en 1572, et les matériaux de construction furent utilisés pour reconstruire l'hôtel de ville détruit par les Suédois.

### Croissance du commerce (XVIIe- miXIXesiècle)

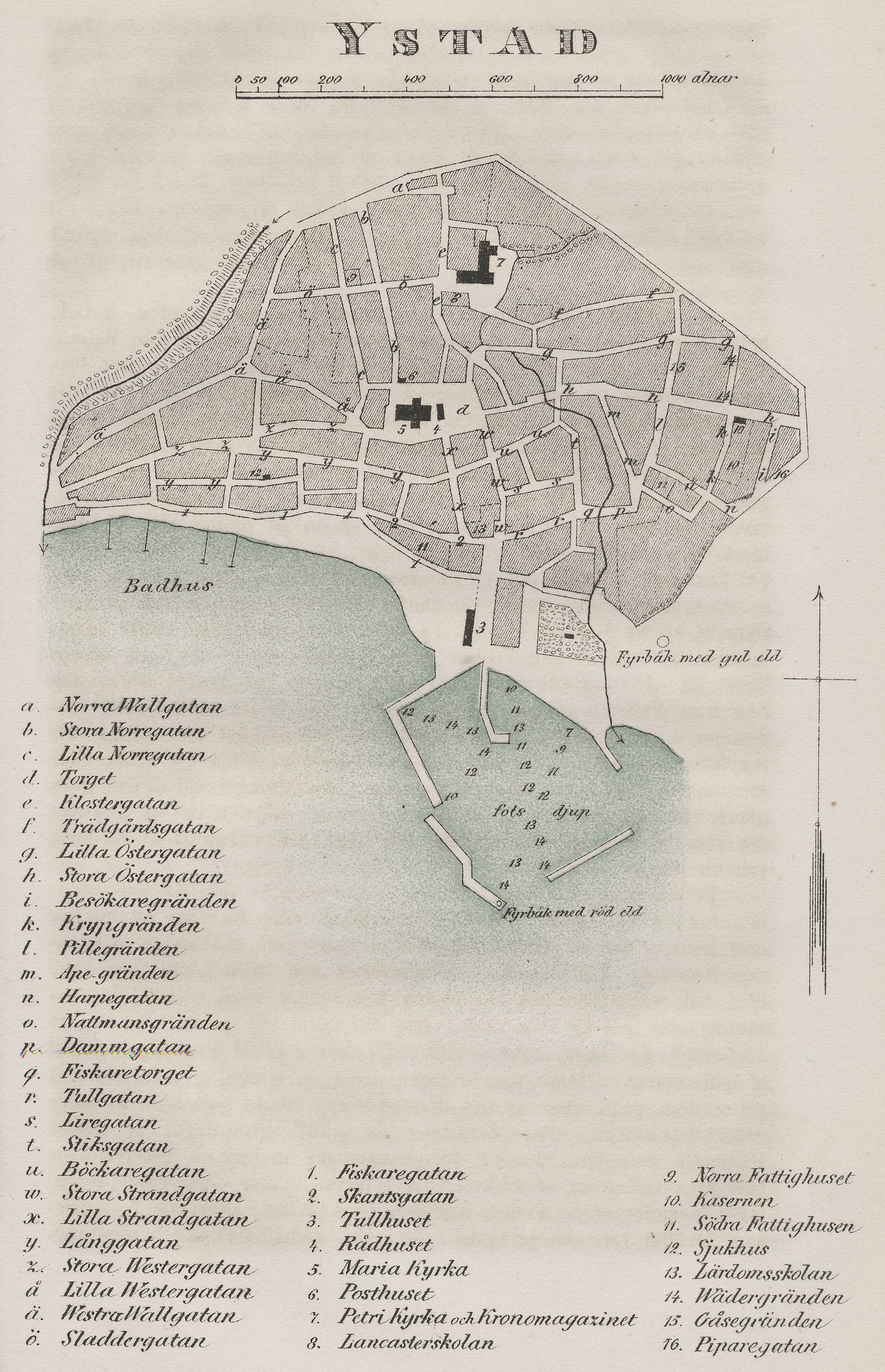
Ystad dans les années 1850

En 1599, le droit d'exporter le bœuf fut garanti à la ville, en particulier à destination des villes d'Allemagne du nord, ce qui assura de nouveau la prospérité et la croissance de la ville. Au début du XVIIe siècle, cependant, plusieurs épidémies touchèrent Ystad, freinant sa croissance démographique. La ville fut pourvue d'une enceinte en bois, faisant probablement partie du grand plan de fortification de la Scanie autour de 1624, sous Christian IV de Danemark. Ceci n'empêcha cependant pas l'armée suédoise de prendre la Scanie et le Jutland en 1658, forçant le Danemark a signer le traité de Roskilde, dans lequel il cède entre autres la Scanie à la Suède: Ystad devient suédoise.
En 1683, Ystad ouvre une liaison bateau-poste avec l'Allemagne, ce qui constitue la première liaison régulière de la Suède avec le continent. Dans les années 1700, Ystad était le principal port d'export de Scanie. Le Blocus continental, initié par Napoléon au début du XIXe siècle contribua au développement de la Suède et en particulier Ystad. En effet, la Suède joignit le blocus relativement tardivement, et donc continua le commerce avec le Royaume-Uni, ce qui fit en particulier la fortune de Göteborg et Ystad. Mais même après que le pays ait rejoint le blocus, Ystad continua en contrebande à commercer avec les Anglais. En 1831, la première banque privée de Suède, Skånska privatbanken, fut fondée à Ystad.

### Le déclin (fin duXIXesiècle)
Cependant, à la fin du XVIIIe siècle, le port était en mauvais état, et Gustave IV Adolphe de Suède offrit une forte somme pour le reconstruire. Cependant, les travaux rencontrèrent de nombreuses difficultés, le plan devant être revu à de nombreuses reprises, et le port ne fut ainsi achevé que vers 1860. De plus, les bateaux à vapeur commençaient à concurrencer les voiliers. Ceci contribua au déclin du commerce maritime à Ystad au milieu du XIXe siècle. Le système de guilde fut aboli dans les années 1840, et remplacé par des associations, avec par exemple à Ystad la création d'une association de marchands ou une association d'ouvrier et artisans. L'industrialisation du pays n'affecta que peu Ystad dans un premier temps, et par exemple en 1860, il y avait environ autant d'artisans que d'ouvriers. Le réseau de transport terrestre, était lui aussi en mauvais état, ce qui contribua à isoler la ville. En 1864, une loi suédoise retire l'exclusivité de commerce des villes, et les entreprises partirent alors s'installer dans les campagnes, où le réseau routier était meilleur.
Lorsque le pays décida de créer un réseau national de chemin de fer, la destination de ligne principale du sud (Södra stambanan), en provenance de Stockholm, était débattue, mais Ystad comme un des principaux ports de Suède vers le continent étaient une des principales alternatives. Cependant, le tracé finalement choisi avait Malmö/Lund comme destination, et Ystad dut attendre 1866, soit dix ans plus tard, pour avoir sa première ligne de chemin de fer, à destination d'Eslöv, puis plus tard jusqu'à Malmö. La ville perdit même en 1868 sa connexion régulière avec Stralsund, qui fut transférée à Trelleborg en 1897.

## Économie
Le moteur de l'économie d'Ystad a de tout temps été son port, permettant d'importants échanges commerciaux avec le reste de l'Europe (principalement l'Allemagne). Encore aujourd'hui, le principal secteur économique de la commune est le commerce et le transport, qui représentent 20 % de l'économie de la ville. Cependant, le tourisme et la culture sont des secteurs en pleine croissance, et comptent déjà pour 8 % de l'économie de la commune. La ville mise aussi sur son industrie cinématographique naissante, avec en particulier le tournage des films Kurt Wallander

## Population et société
À la fin du Moyen Âge, Ystad était une grande ville, selon les standards de l'époque, faisant par exemple partie des 10 plus grandes villes du pays en 1570, devant Göteborg. Cependant, sa population a stagné, et en particulier ne profita pas autant de l'essor des années 1850 que les autres grandes villes du pays.
| 1570  | 1610  | 1650  | 1690  | 1730  | 1770  | 1810  | 1850  | 1890  | 1930   | 1950   |
| ----- | ----- | ----- | ----- | ----- | ----- | ----- | ----- | ----- | ------ | ------ |
| 1 223 | 1 353 | 1 574 | 1 782 | 1 755 | 2 407 | 2 608 | 5 089 | 8 235 | 11 358 | 12 987 |

| 1960   | 1965   | 1970   | 1975   | 1980   | 1990   | 1995   | 2000   | 2005   | 2010   | - |
| ------ | ------ | ------ | ------ | ------ | ------ | ------ | ------ | ------ | ------ | - |
| 13 568 | 13 844 | 14 164 | 14 286 | 14 382 | 15 667 | 16 291 | 16 851 | 17 286 | 18 350 | - |

## Transports

### Transport routier
Le réseau routier d'Ystad a maintenant bien rattrapé ses défauts historiques. La ville est entourée d'un périphérique (Ringleden) duquel partent des routes principales dans pas moins de 5 directions. 
La plus importante est la Route européenne 65, la reliant à Malmö, mais la ville est aussi reliée à Trelleborg (route nationale 9), Sjöbo (route nationale 13), Kristianstad (route nationale 19) et Simrishamn (route nationale 9).
Le réseau de transport urbain est assurée par 3 lignes de bus, gérées par Skånetrafiken. La ville est aussi reliée aux villes voisines par plusieurs bus régionaux, dont en particulier deux lignes express (ligne Skånetrafiken 4 et 6), à destination de Lund et Kristianstad.

### Transport ferroviaire

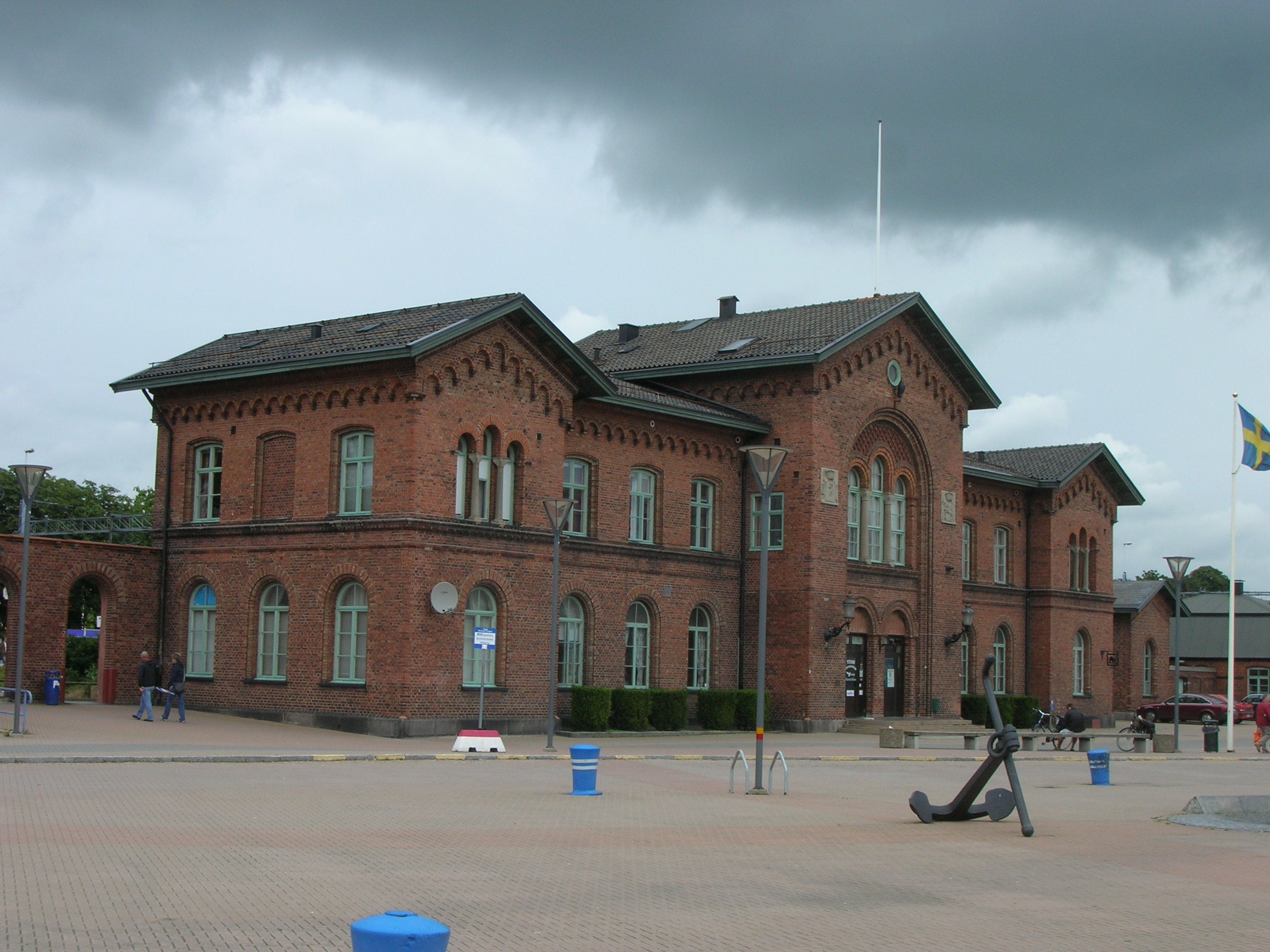
La gare d'Ystad.

La ville faisait partie des candidates pour accueillir la Södra stambanan, la toute première ligne de chemin de fer publique de Suède, en 1856. Cependant, ce fut finalement Lund et Malmö qui eurent cette chance, et dès lors il fallut attendre dix ans avant qu'Ystad ait sa propre ligne. Cette ligne, construite par l'entreprise Ystad-Eslövs Järnväg, reliait la ville à Eslöv à partir de 1865. En 1874 fut construite la ligne Malmö-Ystad, souvent appelée Grevebanan (« la ligne des comtes ») par l'entreprise Malmö-Ystads Järnväg et les deux entreprises formèrent alors Ystads Järnvägar. Par la suite, Ystad fut relié par chemin de fer avec Simrishamn, lorsqu'en 1882 la ligne Tomelilla-Simrishamn fut construite, Tomelilla se trouvant sur la ligne Ystad-Eslöv. Toutes ces lignes furent nationalisées dans les années 1940,, et après plusieurs fermetures, ne restent que le tronçon Malmö-Ystad appelé Ystadbanan et le tronçon Ystad-Tomelilla-Simrishamn appelé Österlenbanan.
De nos jours, le trajet dure environ 50 min entre Malmö et Ystad et 40 min entre Ystad et Simrishamn. La desserte est de 2 trains par heure entre Malmö et Ystad et 1 train par heure vers Simrishamn.

### Transport maritime

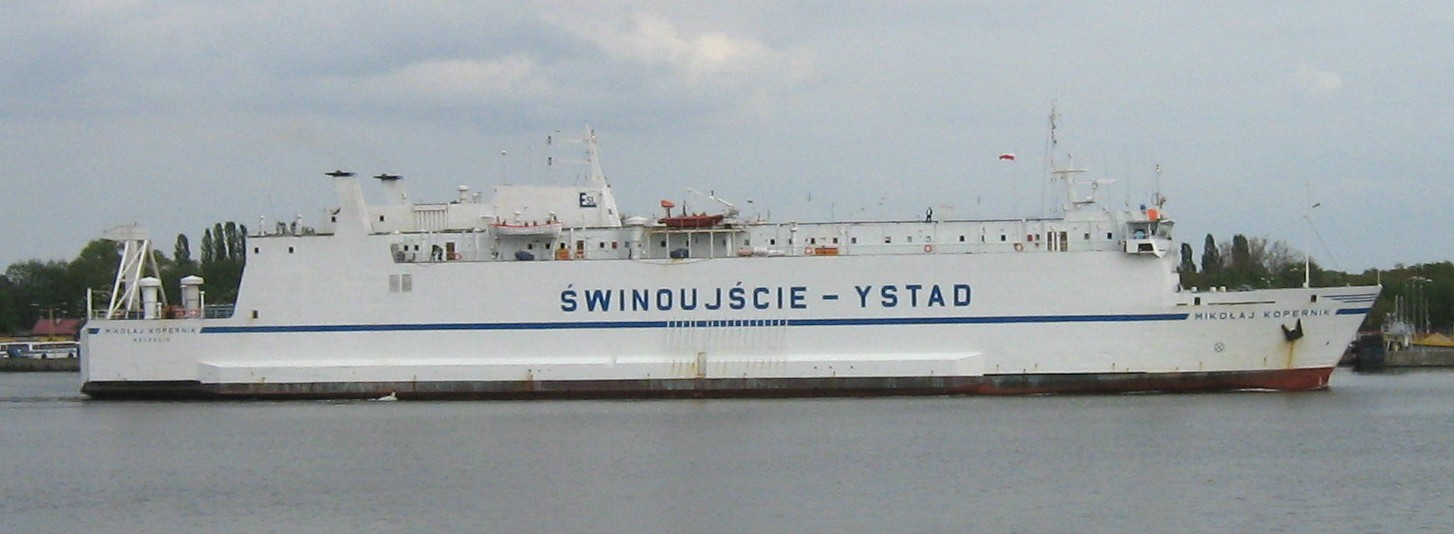
Un ferry sur la ligne Świnoujście - Ystad

Historiquement, Ystad était un des principaux ports liant la Suède au continent, avec en particulier la liaison Ystad-Stralsund. À la fin du XIXe, cette liaison fut transférée à Trelleborg, mais durant le siècle suivant, de nouvelles liaisons sont apparues, vers la Pologne et vers l'île danoise de Bornholm. De nos jours, il y a un service ferry avec Świnoujście en Pologne assuré par Polferries et Unity Line, durant un peu plus de 6 h, et une ligne vers Rønne à Bornholm, assurée par BornholmerFærgen, pour un trajet d'une durée d'1 h 20. Grâce à ces lignes, Ystad est en 2008 le troisième plus important port de Suède (derrière Helsingborg et Stockholm) en nombre de passagers avec plus d'1 800 000 passagers. La ligne la plus fréquentée est celle vers Bornholm, avec 1 307 900 passagers contre 549 000 passagers vers Świnoujście.
Le port est aussi un important port de fret, se classant parmi les 20 plus importants en Suède en tonnage de marchandises échangées, avec 2 129 000 tonnes en 2009.

### Transport aérien
L'aéroport le plus proche d'Ystad est l'aéroport de Malmö, située approximativement à mi-chemin entre Malmö et Ystad. Cet aéroport, avec 1 525 609 passagers en 2009 (dont 949 841 pour des vols intérieurs) est l'un des cinq plus importants de Suède. Avec l'ouverture du pont de l'Øresund, l'aéroport de Copenhague, plus important aéroport des pays nordiques, est facilement accessible.

## Culture et patrimoine

### Patrimoine architectural

#### Bâtiments religieux
Le plus ancien bâtiment de la ville est l'église Sainte-Marie. Elle fut construite au début du XIIIe siècle dans un style roman, mais reçut par la suite des éléments architecturaux de différents styles. Ainsi, plusieurs éléments gothiques furent ajoutés, tel que le chœur du XVe siècle, mais aussi un transept de style Renaissance datant du XVIIe siècle, un buffet d'orgues baroque au XVIIIe siècle etc. L'église subit de nombreuses rénovations au XIXe siècle, dont en particulier en 1886 par l'architecte de la ville Peter Boisen, qui modifia fortement l'intérieur en particulier, mais l'ancienne apparence fut en grande partie restaurée lors des rénovations du siècle suivant.

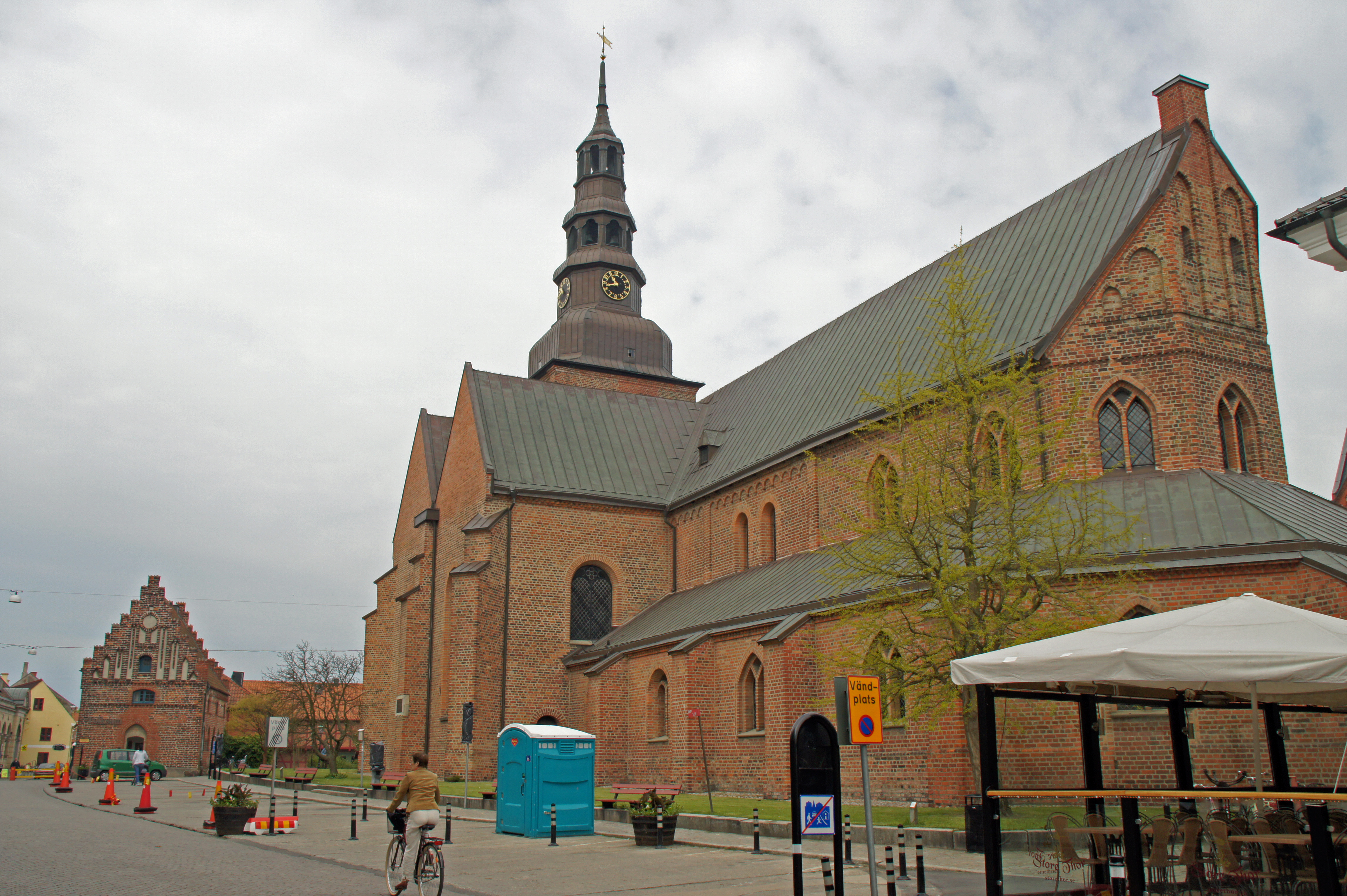
Église Sainte-Marie
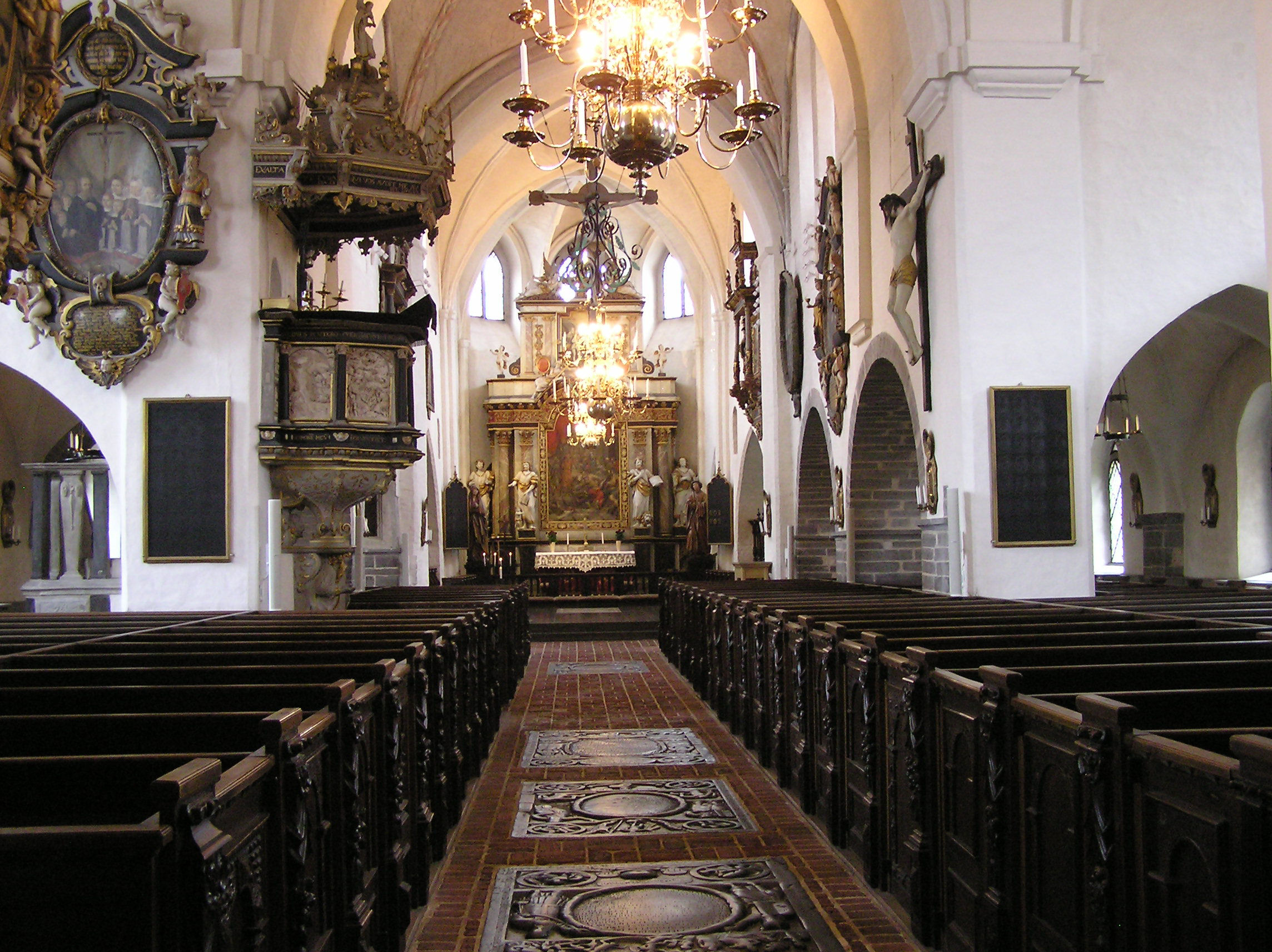
Intérieur de l'église Sainte-Marie

Le cloître franciscain, construit en 1267, fait aussi partie des plus anciens bâtiments de la ville. Il était composé à l'origine uniquement d'une nef d'église, mais s'est agrandi au fil des siècles jusqu'à former un carré avec cour intérieure. En 1532, la réforme protestante mit un terme à l'activité du cloître, dont les ailes nord et ouest furent détruites. En 1876, le bâtiment, qui appartenait alors à la ville, a failli être démoli entièrement, mais il fut finalement décidé de le conserver, et une rénovation eut même lieu en 1909. De nos jours, le bâtiment abrite le musée d'histoire culturelle de la ville.

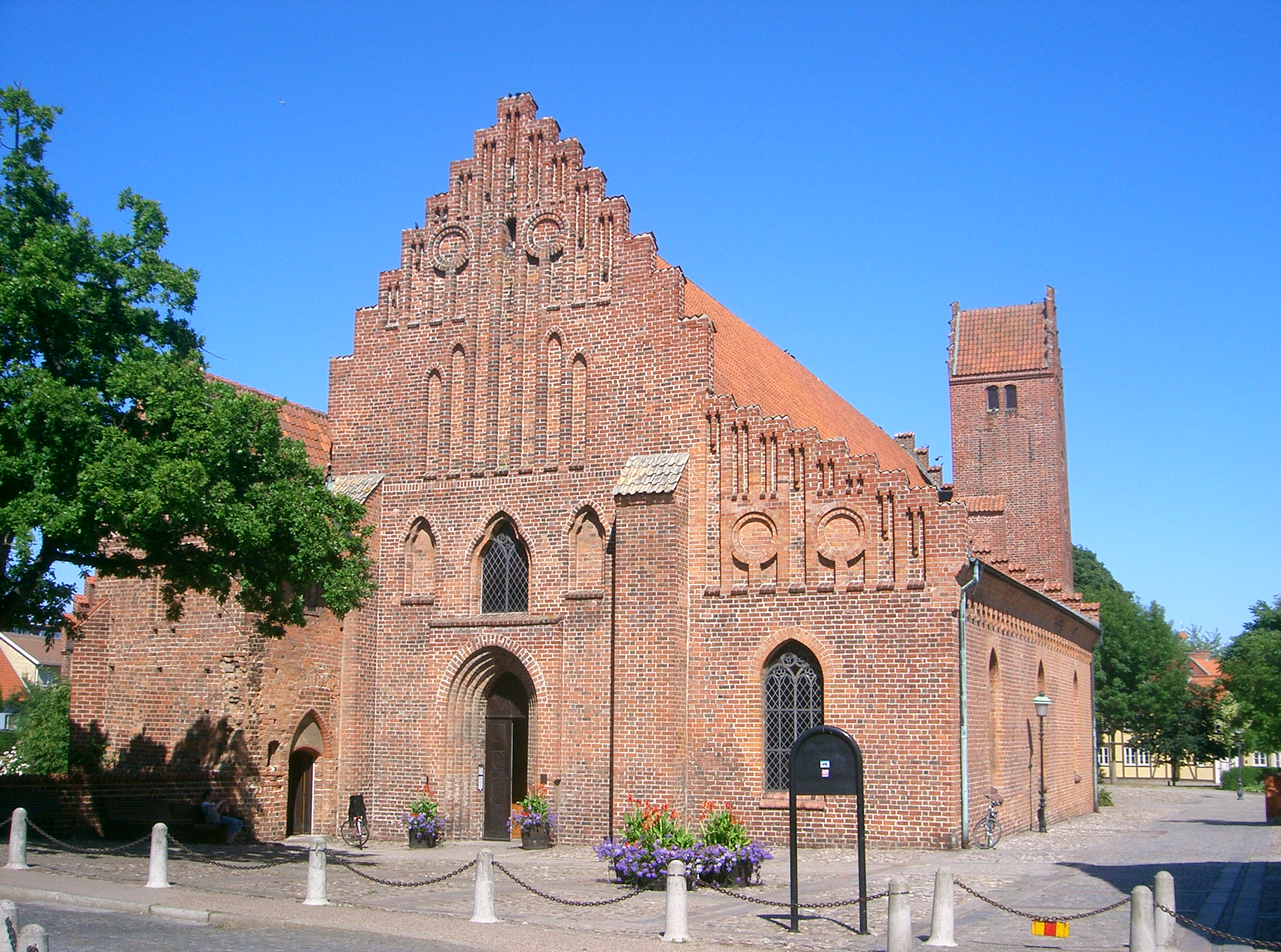
Le cloître Gråbrödraklostret
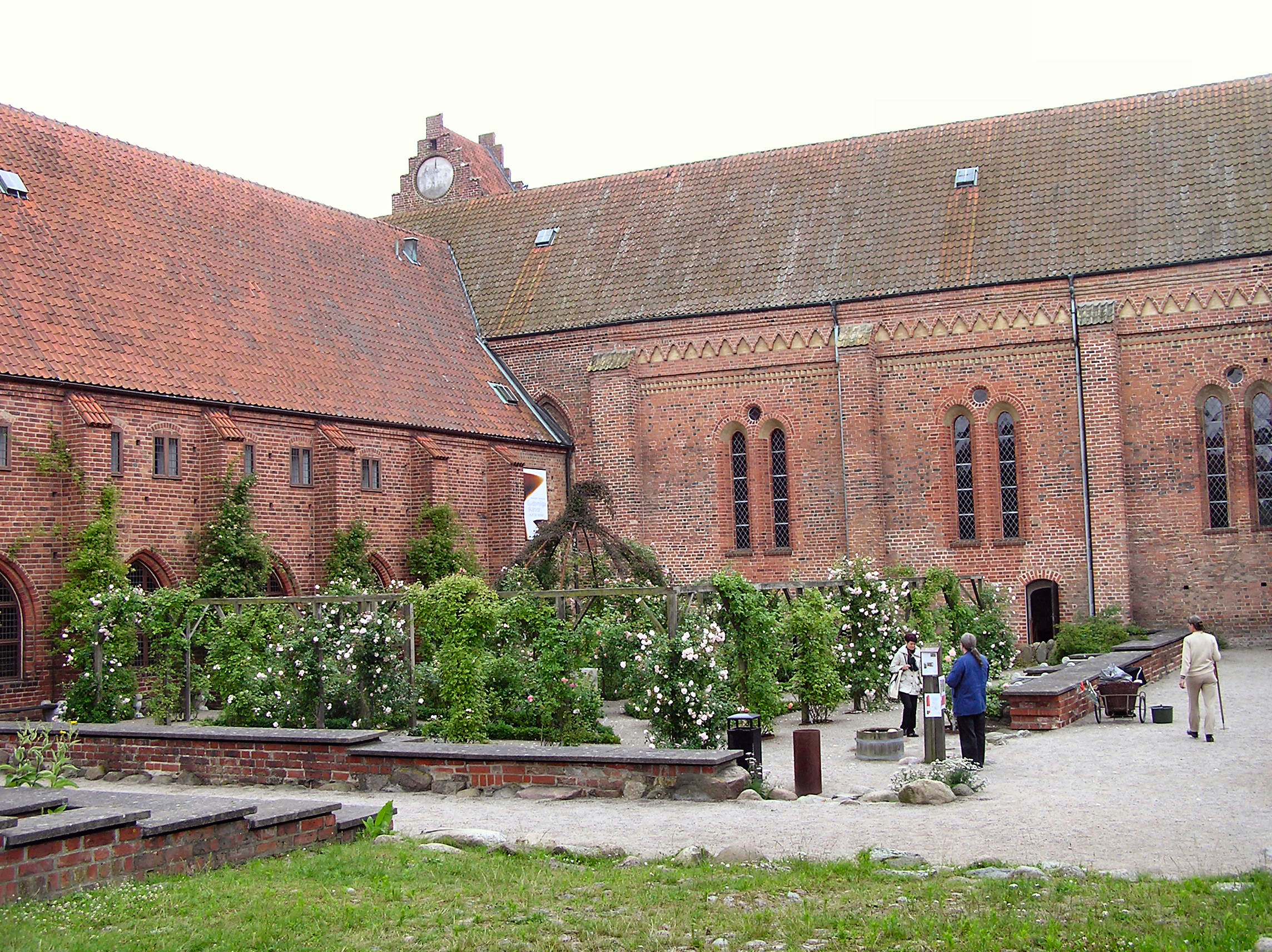
Le jardin du cloître

#### XVe-XVIIIesiècle
La ville d'Ystad est réputée pour ses nombreuses maisons à colombages, on en dénombre en effet pas moins de 300. La plus ancienne d'entre elles est Pilgrändshuset, qui est aussi la plus ancienne maison à colombages de Scandinavie, datant de 1480. Il s'agit en fait de deux maisons, faisant initialement partie d'une ferme en comptant 7. Les autres de ce style datent principalement des XVIe et XVIIe siècles, avec par exemple Hans Raffns gård, dont les plus anciennes parties datent du XVIe siècle, qui est aussi appelée Änglahuset (la maison des anges), dû à la présence d'anges sur la façade. Notons aussi Apotekshuset (la maison de la pharmacie), qui fut construit au XVIIe siècle comme bâtiment commercial, mais est devenue une pharmacie dans les années 1780. Il s'agissait là encore d'un complexe comptant plusieurs maisons, dont une partie fut démolie en 1964, ne laissant que 3 maisons debout. Enfin, à la fin du XVIIe siècle fut construit Per Helsas gård, qui est le seul îlot urbain entier de maisons à colombages encore existant en Scandinavie. Tous ces bâtiments sont classés monuments historiques.

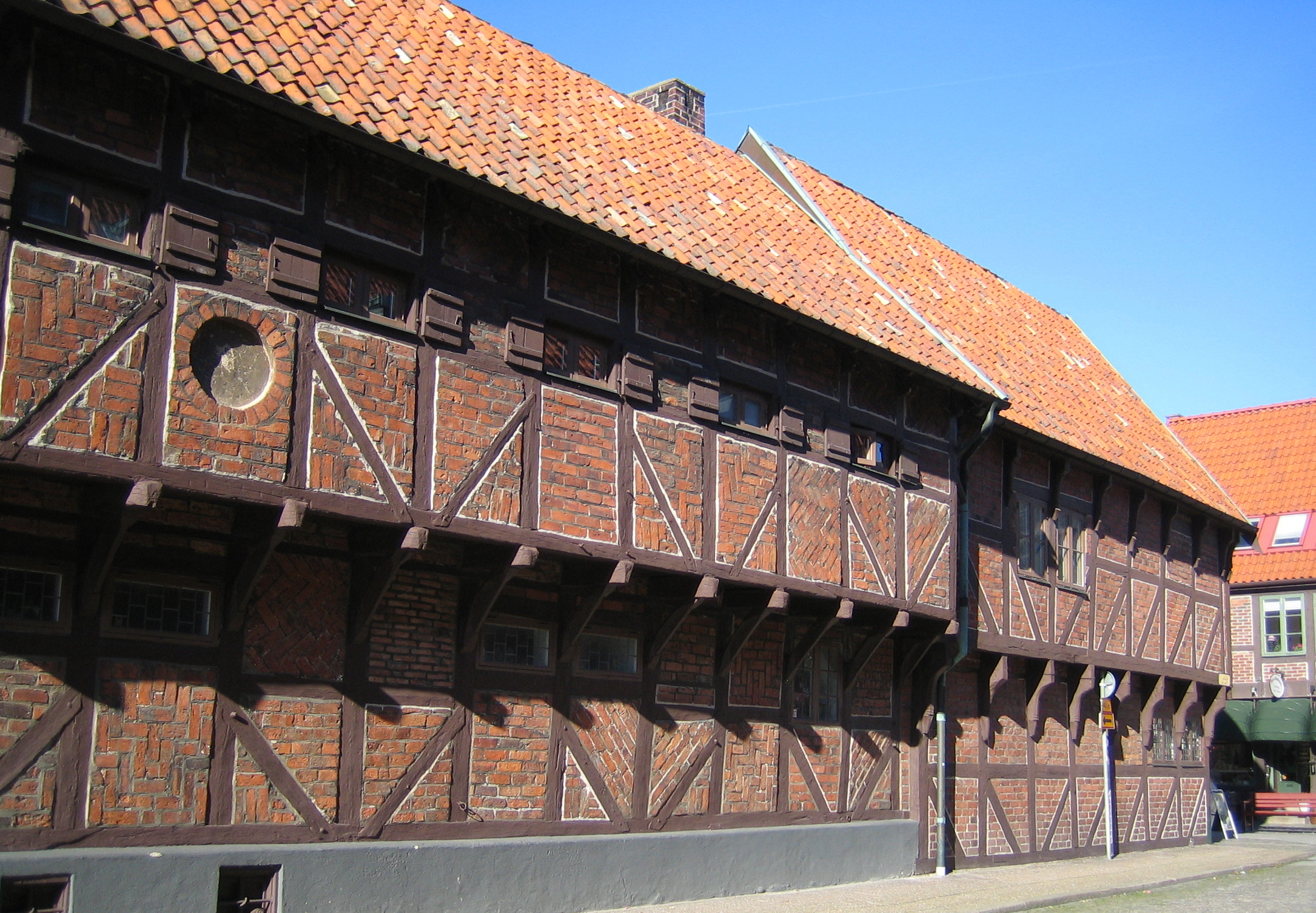
Pilgrändshuset
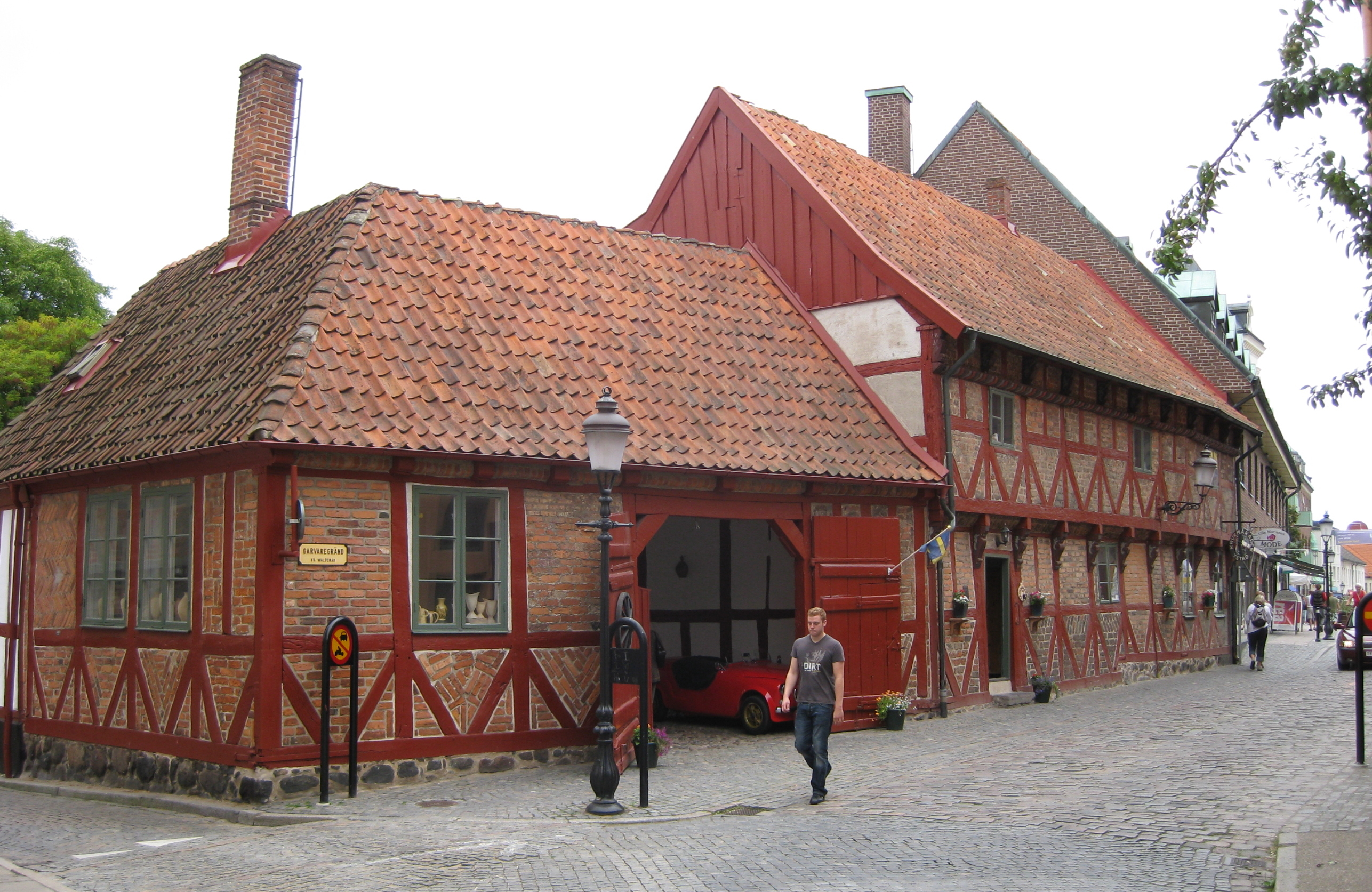
Apoteksgården
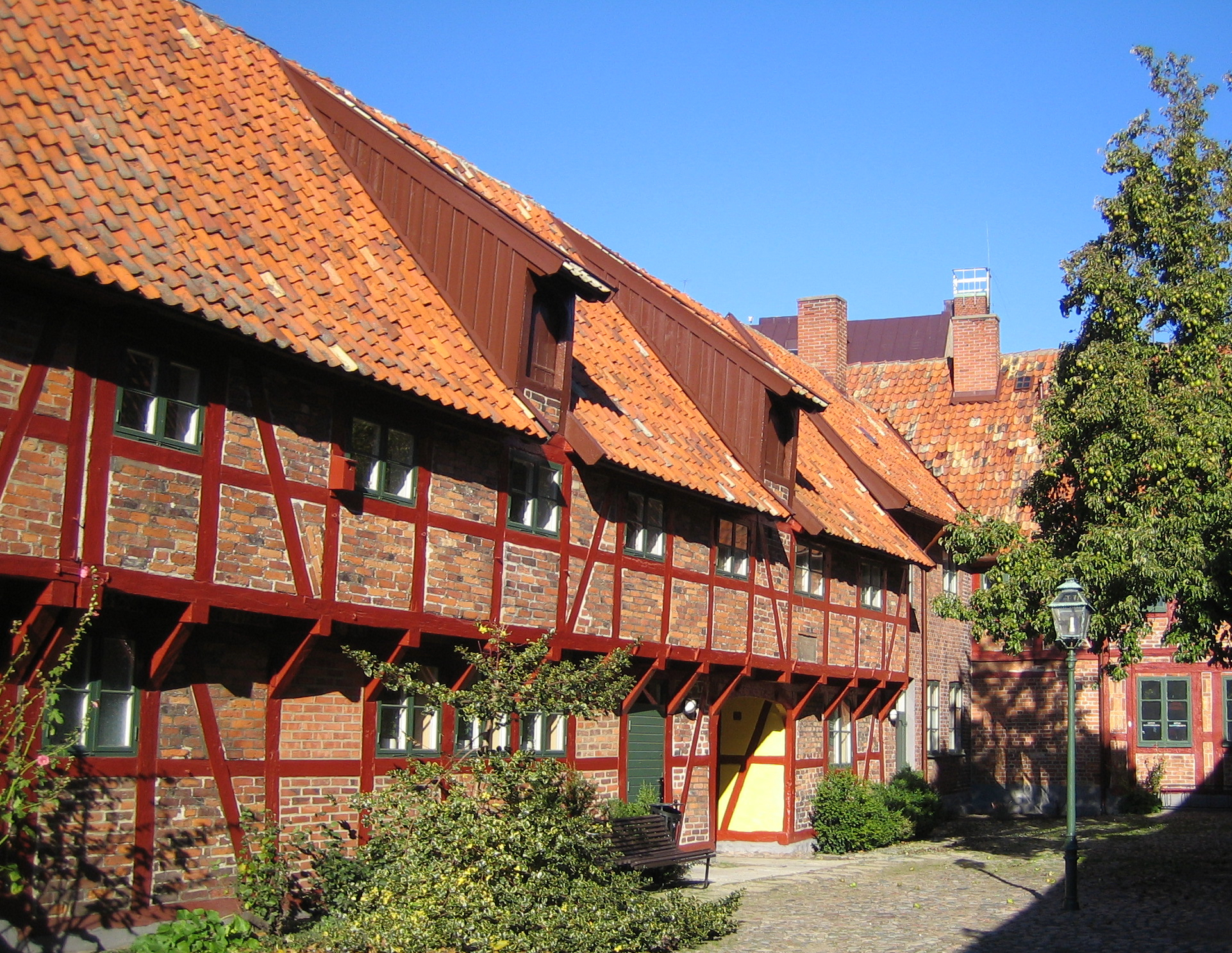
Per Helsas gård

Bien que les maisons à colombages soient très représentées, il existe aussi d'autres bâtiments anciens de style différents, le plus souvent entièrement en brique, présentant traditionnellement des pignons à échelons. Là encore, plusieurs sont classés monuments historiques, tel que Brahehuset, située juste en face de Änglahuset, datant du XVIe siècle, nommée d'après son constructeur Axel Pedersen Brahe, membre de l'influente famille Brahe. Dans un style similaire, et construit aussi au XVIe siècle, le bâtiment Latinskolan, à côté de l'église Sainte-Marie, est peut-être le plus ancien bâtiment d'école encore existant en Scandinavie.

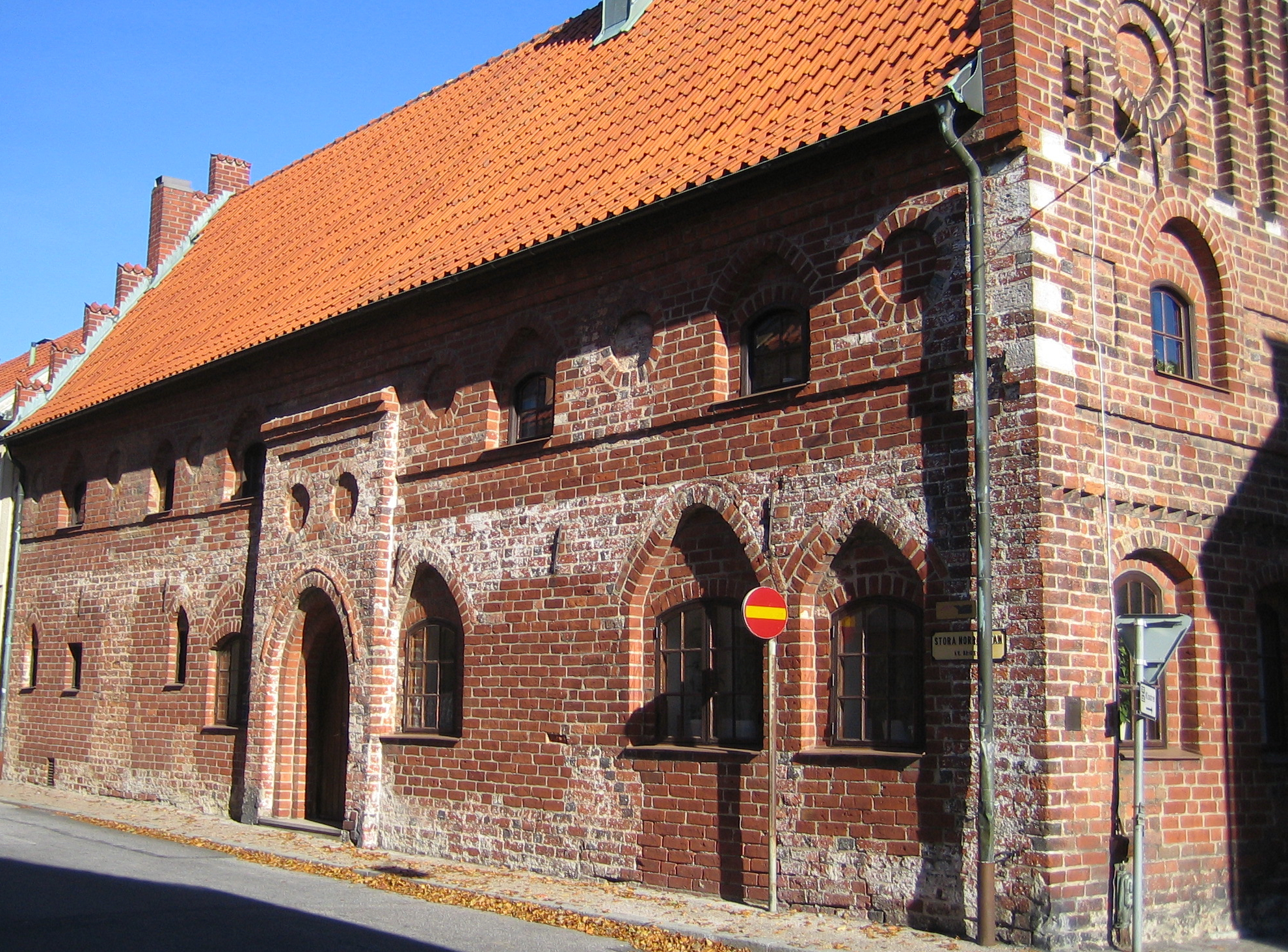
Brahehuset
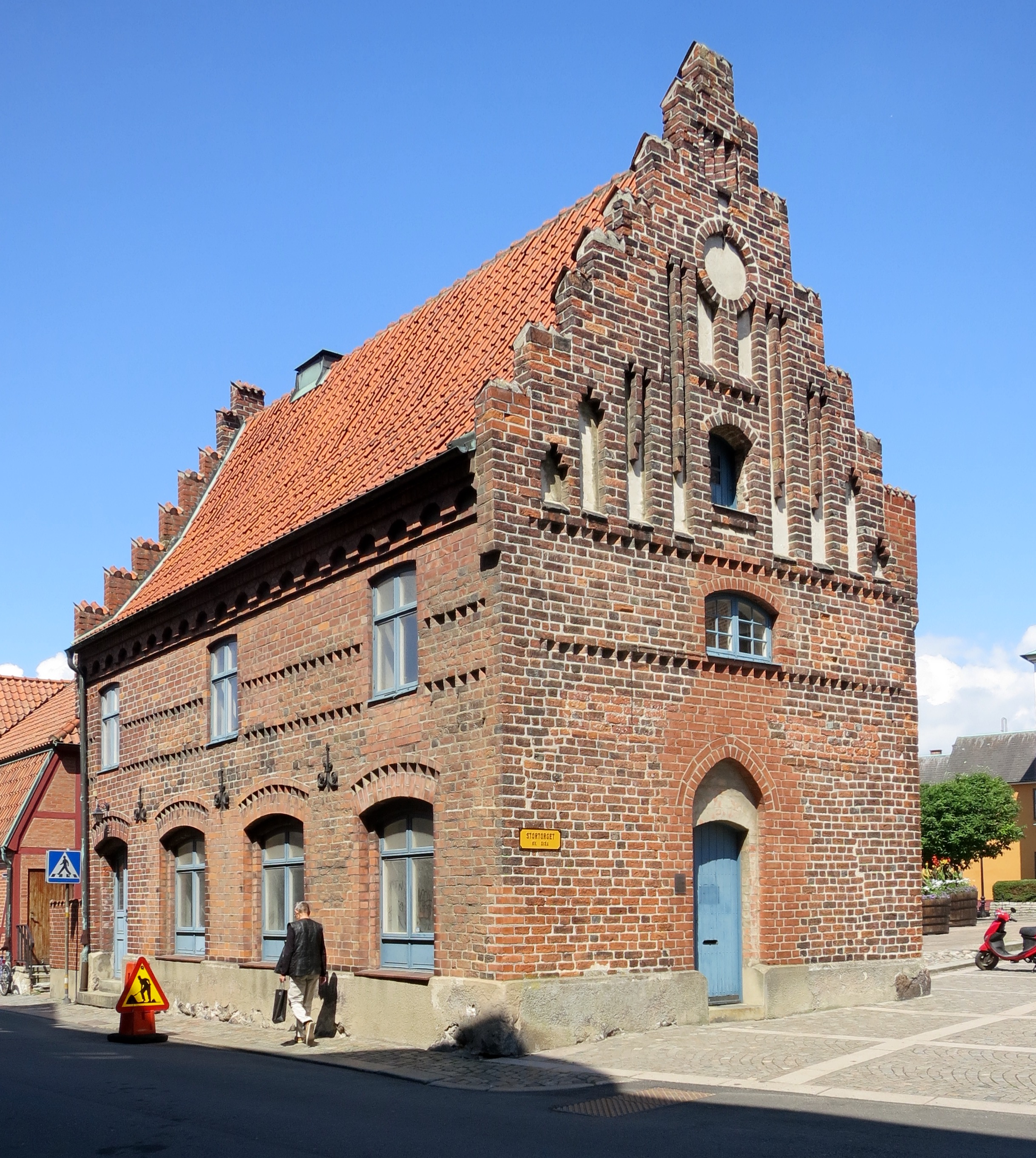
Latinskolan

#### XIXe-XXesiècle
Bien que la période de grandeur d'Ystad était déjà passée à cette époque, plusieurs bâtiments significatifs furent construits aux XIXe et XXe siècles. Un des plus beaux exemples est le théâtre de la ville. Il fut construit en 1894 par l'architecte de la ville, Peter Boisen, dans un style néoclassique, après que le précédent, datant de 1842, partit en fumée. La gare d'Ystad et le tribunal (Tingshuset), construits respectivement en 1866 et 1902 sont aussi intéressants, et sont, comme le théâtre classés monuments historiques.

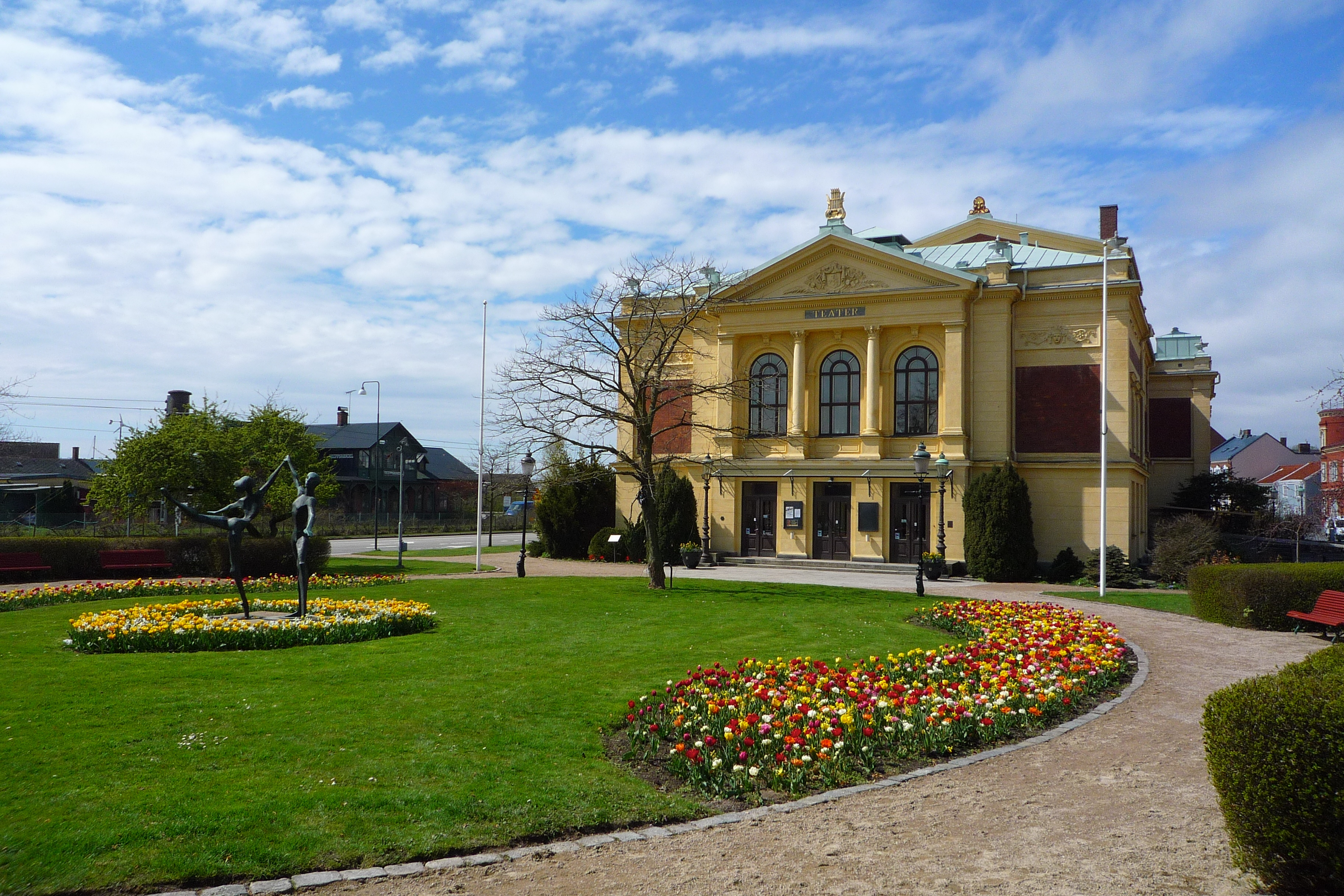
Théâtre
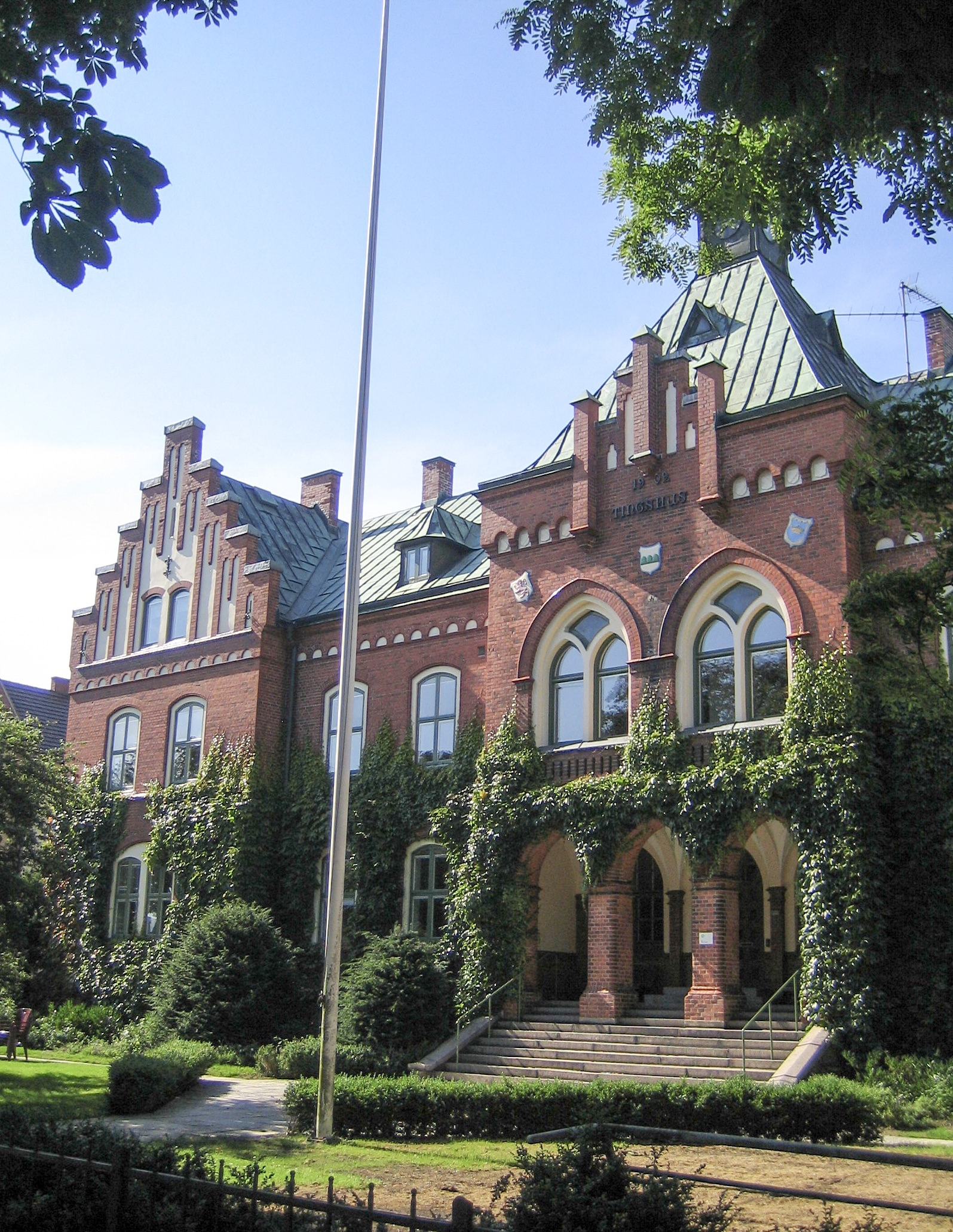
Tingshuset
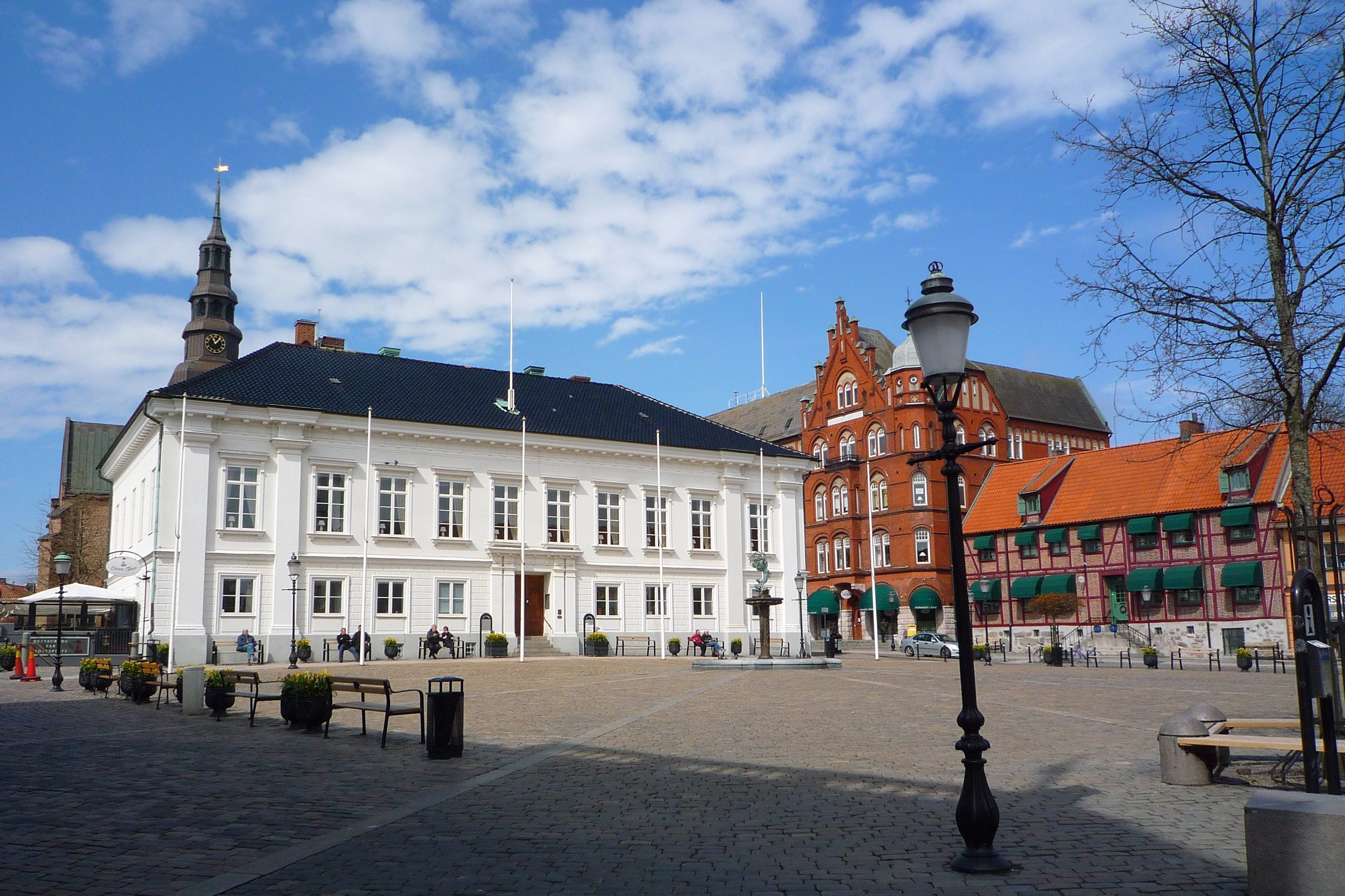
Stortorget

### Ystad dans la culture populaire
Cette petite bourgade est également la ville du célèbre commissaire Kurt Wallander, personnage principal de la plupart des romans policiers de l'écrivain Henning Mankell.

### Personnalités liées à Ystad
- L'actrice d'origine suédoise Anna Q. Nilsson (1888 à Ystad - 1974)
- L'acteur Ernst-Hugo Järegård (1928 à Ystad - 1998)
- L'écrivain Henning Mankell (1948 à Stockholm - 2015 à Göteborg)
- Le handballeur Kent-Harry Andersson (né en 1949 à Ystad)
- Le cinéaste Malik Bendjelloul (né en 1977 à Ystad - 2014)
- La culturiste Pauline Nordin (née en 1982 à Ystad)
- La chanteuse Lykke Li (née en 1986 à Ystad)
- Le handballeur Jim Gottfridsson (né en 1992 à Ystad)
- Le chanteur Frans Jeppsson Wall (né en 1998 à Ystad)